# Keirin

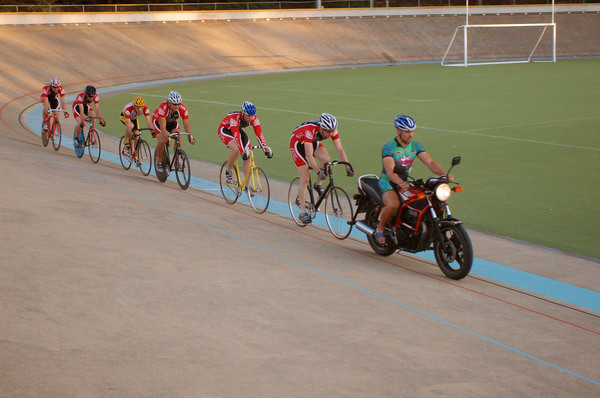
Une course de keirin à Colwood, en Colombie-Britannique.

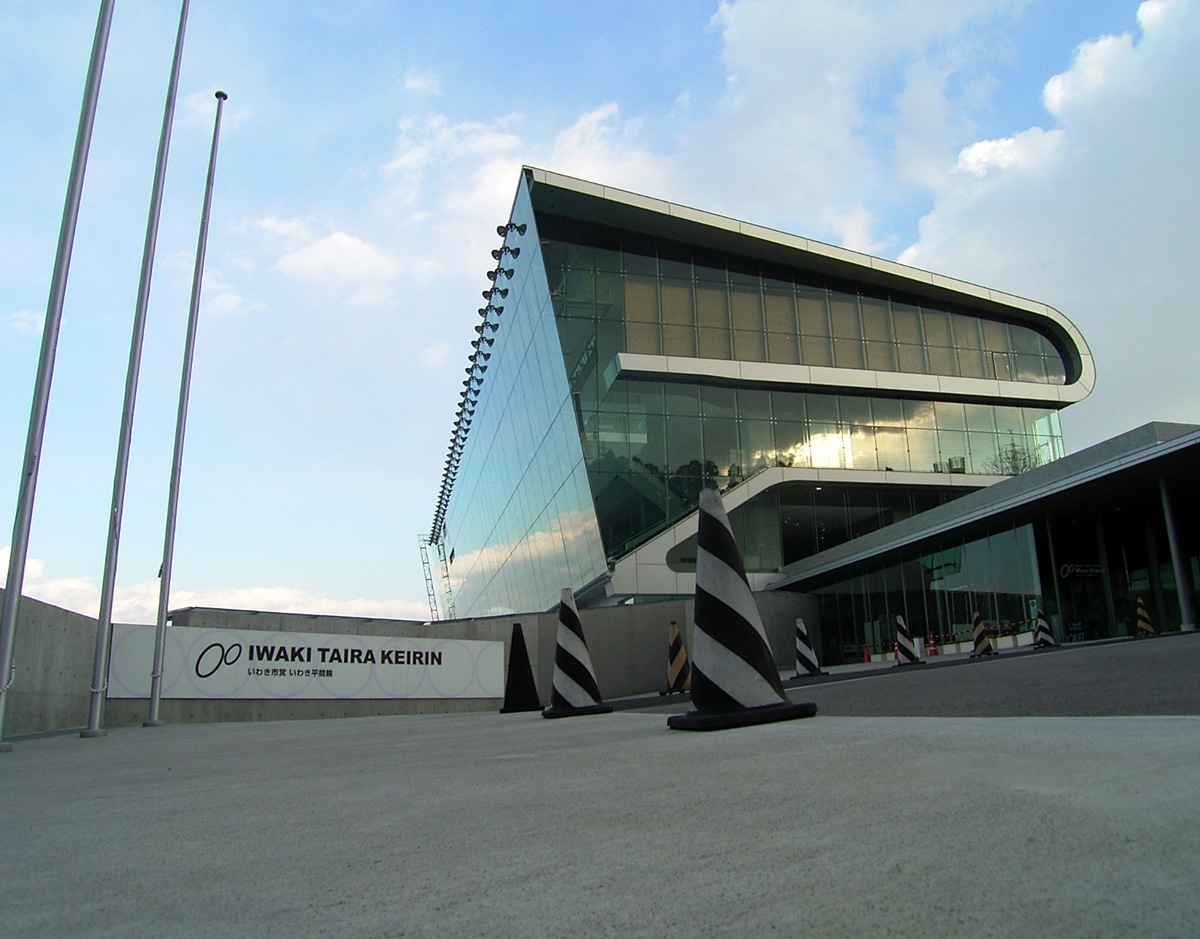
L'entrée de l'Iwaki-Taira Vélodrome au Japon.

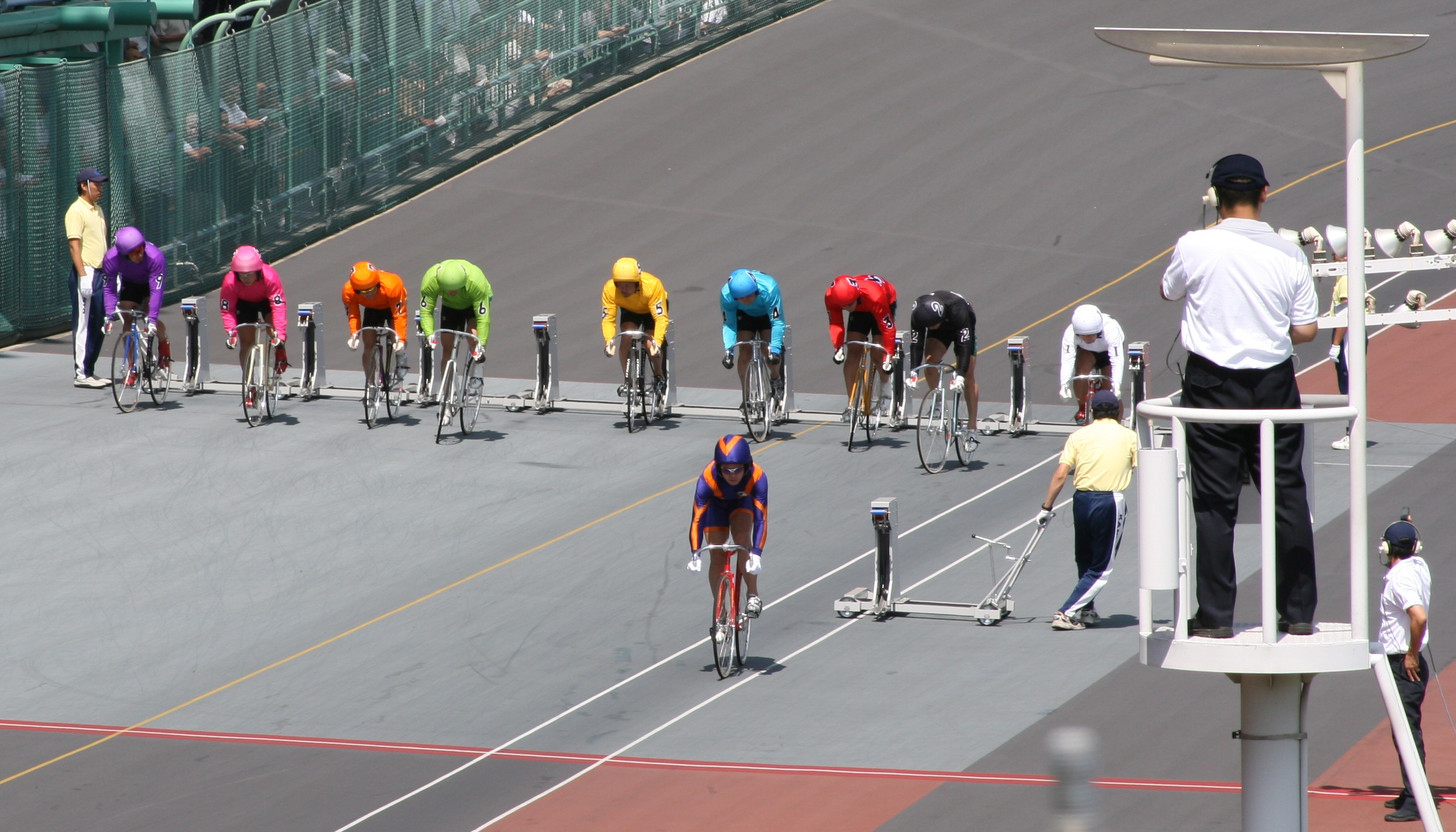
Départ d'une course à Tachikawa.

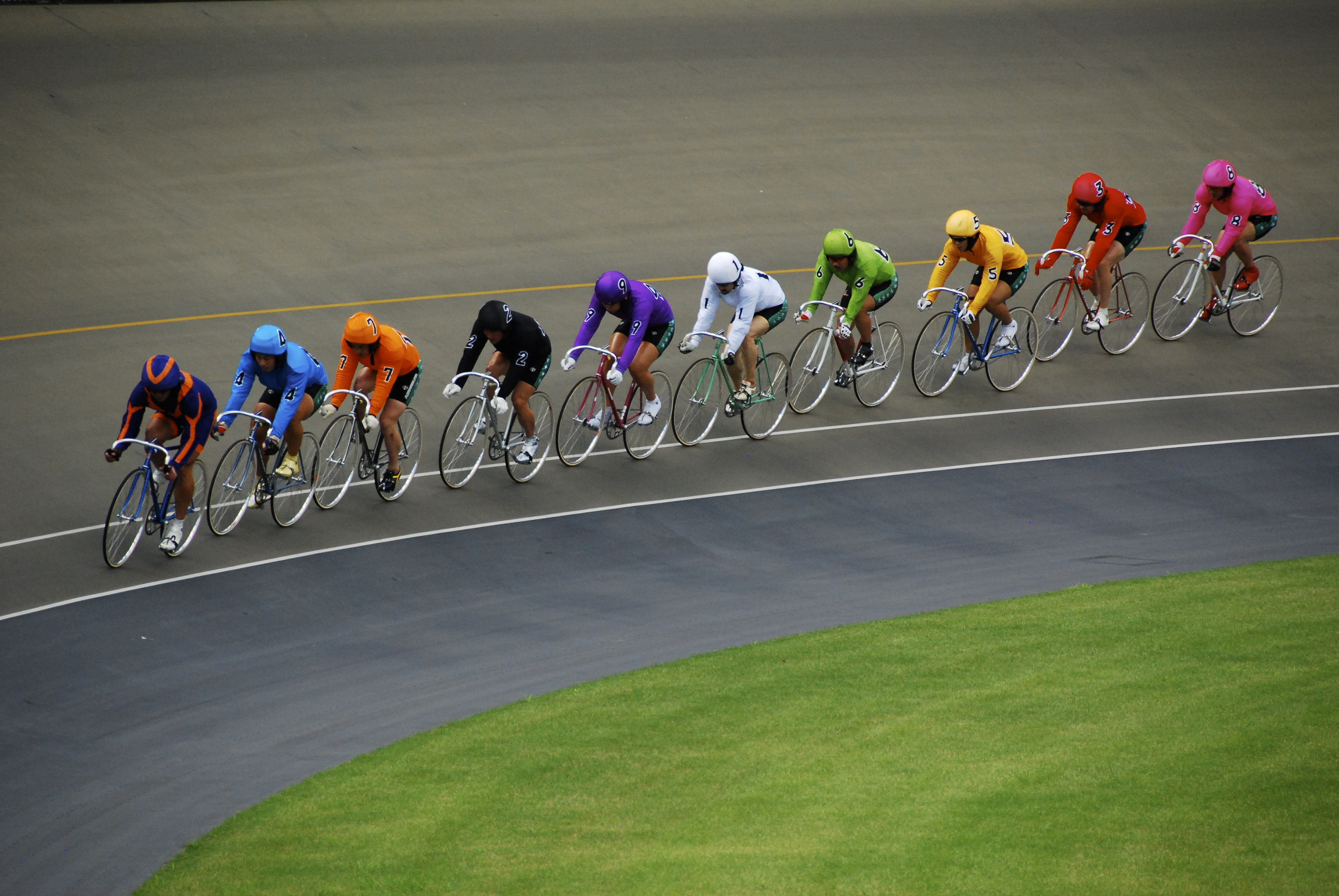
Lors d'une course au Japon, les neuf coureurs forment une ligne derrière le meneur.

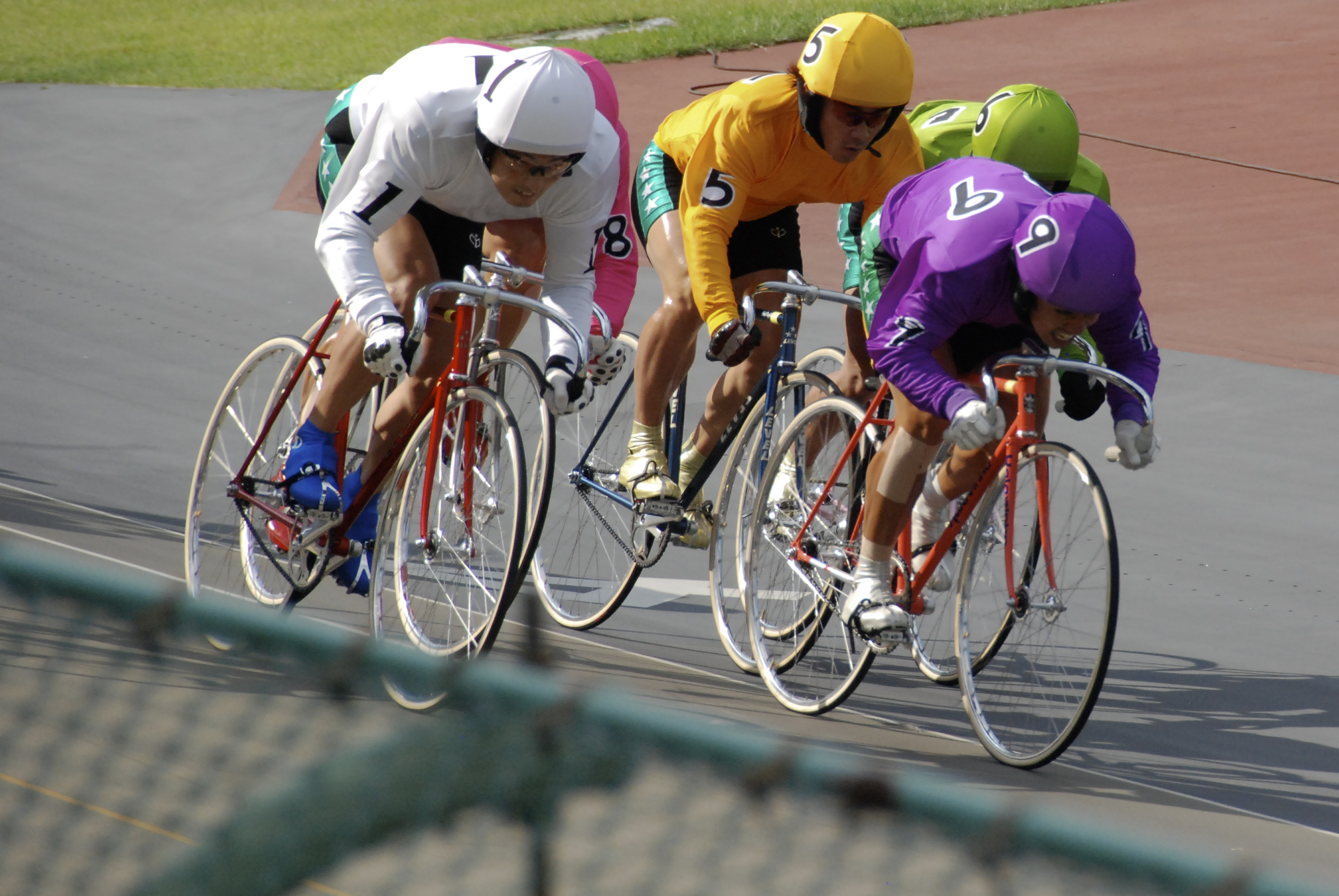
Les coureurs sprintent jusqu'à la ligne d'arrivée dans le dernier tour d'une course au vélodrome Omiya.

Le keirin (競輪) est une compétition de cyclisme sur piste née en 1948 au Japon.

## Description
Les courses de keirin sont généralement longues de  2 km et confrontent de 5 à 7 coureurs (parfois 4 ou 8). La course est lancée par un meneur à vélomoteur ou « lièvre ». Les positions au départ sont tirées au sort. Le lièvre peut être un derny, une moto, un tandem ou un vélo électrique.
Les coureurs doivent rester derrière le lièvre tant qu'il ne s'est pas écarté, à 600 ou 700 mètres de l'arrivée. Il roule tout d'abord à vitesse modérée (environ 25 km/h) et accélère progressivement jusqu'à atteindre environ 50 km/h au moment où il s'écarte.
Lors des compétitions, cette épreuve est généralement courue en plusieurs tours. Les cyclistes éliminés peuvent parfois aller en repêchage.
Au Japon, les modalités sont différentes : les coureurs sont au nombre de neuf et doivent annoncer à l'avance leur stratégie de course (devant, au milieu ou à l'arrière). Les vélos sont également très différents des compétitions internationales : ce sont des vélos en acier, très simples, qui répondent aux normes Nihon Jitensha Shinkokai que l'on retrouve gravé sur certains composants du vélo avec les initiales NJS.

## Règlement de l'épreuve
- Les positions de départ des coureurs sont déterminées par tirage au sort. Les coureurs sont placés dans cet ordre les uns à côté des autres sur la ligne de poursuite, le couloir des sprinters restant libre. Les coureurs sont tenus par des assistants qui ne devront pas les pousser.
- Le départ est donné lorsque le meneur s'approche de la ligne de poursuite, dans le couloir des sprinters. À moins qu'un autre coureur prenne volontairement cette position, le coureur ayant tiré le numéro 1 doit obligatoirement prendre le sillage du meneur pour au moins un tour.
- Dans le cas où un ou plusieurs coureurs dépassent l'arrière de la roue arrière du vélomoteur avant que ce dernier ne quitte la piste, la course sera arrêtée et recourue sans le ou les coureurs fautifs qui seront disqualifiés.
- La course sera arrêtée en cas de comportement fautif ou non sportif de la part d'un ou plusieurs coureurs durant la phase de course se déroulant derrière le derny.

## Histoire et champions
Le keirin est né en 1948 au Japon où il a gagné en popularité comme sport ouvert à pari. En 1957, l'Association japonaise de keirin a été créée pour uniformiser et standardiser ce sport. 
Les coureurs qui aspirent à une carrière professionnelle au Japon concourent pour une place dans l'École japonaise de keirin. Les 10 % qui y entrent suivent un entraînement strict de 15 heures par jour. Ceux qui passent l'examen final avec succès et sont reconnus par la Nihon Jitensha Shinkokai, peuvent devenir coureur professionnel au Japon. En général les cyclistes japonais ne courent pas sur le circuit international, principalement parce que le circuit japonais est plus lucratif car le keirin au Japon fait l'objet d'un grand engouement pour les paris sur les résultats des courses mais aussi prestigieux de leur point de vue. Il y a également une grande différence entre les vélos utilisés par les coureurs de keirin au Japon et les vélos de piste utilisés lors d'événements sportifs internationaux.   En 2019, le coureur japonais Fumiyuki Beppu explique que « le Japon compte 2 500 pros en keirin. Le moins bon d'entre eux va gagner 100 000 euros par an. Les trente meilleurs se font dans les 2 millions. Le top du top perçoit 4 millions. ».
Kōichi Nakano a été l'un des premiers Japonais à courir en dehors du Japon. Celui-ci est considéré comme le plus grand champion de keirin de tous les temps. À son époque toutes les épreuves faisaient partie du Circuit professionnel de keirin du Japon. Par ailleurs, il détient un record de 10 victoires consécutives entre 1977 et 1986 dans le championnat du monde de vitesse mais il n'a jamais gagné une compétition mondiale de keirin (JO ou championnat du monde).
Le keirin est devenu une épreuve du championnat du monde en 1980. C'est l'Australien Danny Clark qui en est le premier vainqueur devant le Français Daniel Morelon.

## Compétitions internationales
Le championnat du monde est organisé depuis 1980 chez les hommes et 2002 chez les femmes. L'Allemand Michael Hübner, le Français Frédéric Magné et le Britannique Chris Hoy ont gagné trois fois cette épreuve. La Française Clara Sanchez l'a remportée à deux reprises chez les femmes.
L'épreuve est inscrite aux Jeux olympiques depuis 2000  pour les hommes et à partir de 2012 pour les femmes.
Lors des Jeux olympiques et des championnats du monde, les participants sont sélectionnés en fonction de leur résultat obtenu lors des épreuves de la Coupe du monde tout au long de la saison.